# (9629) Servet
Pour les articles homonymes, voir Servet.
(9629) Servet est un astéroïde de la ceinture principale.

## Description
(9629) Servet est un astéroïde de la ceinture principale. Il fut découvert le 15 août 1993 à Caussols par Eric Walter Elst. Il présente une orbite caractérisée par un demi-grand axe de 2,71 UA, une excentricité de 0,05 et une inclinaison de 1,8° par rapport à l'écliptique.